# Lucie Neudecker
Lucie Neudecker, auch Luzi(e) Neudecker, bürgerlich Lucie Holczabek (* 17. September 1932 in Wien; † 4. April 2024), war eine österreichische Schauspielerin bei Bühne, Film und Fernsehen der 1950er bis 1970er Jahre.

## Leben und Wirken
Neudecker, die ihren Vornamen mal Lucie, dann aber auch wieder Luzi bzw. Luzie schrieb, erhielt 18-jährig ihre künstlerische Ausbildung an Wiens Reinhardt-Seminar und trat im Rahmen ihrer Ausbildungsstätte bereits im Frühling 1950 vors Publikum wie in dem englischen Lustspiel Der erste Frühlingstag, wo die Elevin unter der künstlerischen Oberleitung von Alfred Neugebauer und der Regie Edwin Zboneks mit der Rolle der Elsie Lester an der Seite nachmals so berühmter Kollegen wie Lotte Ledl und Otto Schenk wirkte. Dabei wurde ihr von der Kritik bereits hier „beachtliches Talent“ attestiert. Mit demselben Ensemble sah man die junge Nachwuchskünstlerin im Jahr darauf im Salzkammergut gastierend in William Shakespeares Ein Sommernachtstraum.
Erst 1954 trat Lucie Neudecker ihr erstes Festengagement an, das sie zunächst ans Wiener Volkstheater führte. Ihre bedeutendste Schaffensphase startete sie jedoch noch im selben Jahr am Theater in der Josefstadt, dessen Ensemble sie über zwanzig Jahre lang, bis 1976 angehörte. Zu Neudeckers frühen Rollen zählten die Marianne Gassin in Claude-André Pugets Glückliche Tage, die Agathe in Hugo von Hofmannsthals Der Schwierige und die Millie Owens in William Inges Picnick, wo sie, ihrer optischen Erscheinung entsprechend, an der Seite von nachmals bekannten Kollegen wie Peter Weck, Nicole Heesters und Vilma Degischer anfänglich zumeist kratzbürstige Mädchen vom Typus „burschikoser Wildfang“ verkörperte. In späteren Jahren wuchs sie allmählich ins Charakterfach hinein.
Bereits während ihrer Ausbildung stand Lucie Neudecker 1951 mit einer kleinen Rolle an der Seite von Hannelore Schroth und Hans Holt erstmals vor der Filmkamera. Sie agierte in der Folgezeit vor allem in Lustspielen und Komödien, seit Beginn der 1960er Jahre auch in Fernsehproduktionen, kam aber nie über Nebenrollen hinaus. Mitte der 1970er Jahre beendete die Künstlerin ihre schauspielerischen Aktivitäten und widmete sich dem Eheleben an der Seite ihres 14 Jahre älteren Gatten, des bekannten Wiener Arztes und Gerichtsmediziners Wilhelm Holczabek.
Die Schauspielerin starb am 4. April 2024 und wurde in der Hinterbrühl im Familiengrab bestattet.

## Filmografie (Auswahl)
- 1951: Das unmögliche Mädchen (Fräulein Bimbi)
- 1955: Ihr erstes Rendezvous
- 1956: …und wer küßt mich? (Ein Herz und eine Seele)
- 1956: Nichts als Ärger mit der Liebe
- 1956: Lügen haben hübsche Beine
- 1958: Der Talisman (Fernsehfilm)
- 1960: Der brave Soldat Schwejk
- 1961: Höllenangst (Fernsehfilm)
- 1961: Eine Illustrierte, bitte! (Fernsehserie)
- 1962: So war Mama (Fernsehfilm)
- 1962: Die verhängnisvolle Faschingsnacht (Fernsehfilm)
- 1963: Tingel Tangel (Fernsehfilm)
- 1964: Und die Hölle, Isabelle? (Fernsehfilm)
- 1965: Lumpazivagabundus
- 1967: Der rasende Reporter – Egon Erwin Kisch
- 1969: Die Sommerfrische (Fernsehfilm)
- 1969: Zwei aus Verona (Fernsehfilm)
- 1969–1970: Der alte Richter (Fernsehserie, 7 Folgen)
- 1971: Ubu (Fernsehfilm)
- 1972: Lauter liebe Leute (Fernsehfilm)
- 1972: Die Abenteuer des braven Soldaten Schwejk (Serie)
- 1973: Die beiden Nachtwandler oder Das Notwendige und das Überflüssige (Fernsehfilm)
- 1974: Der Unbestechliche (Fernsehfilm)
- 1974: Tatort: Mord im Ministerium